# 20 євро
Двадцять євро, також €20 — третя за номінальною вартістю банкнота євро. Перебуває в обігу від 2002 року, з моменту введення валюти.

## Дизайн

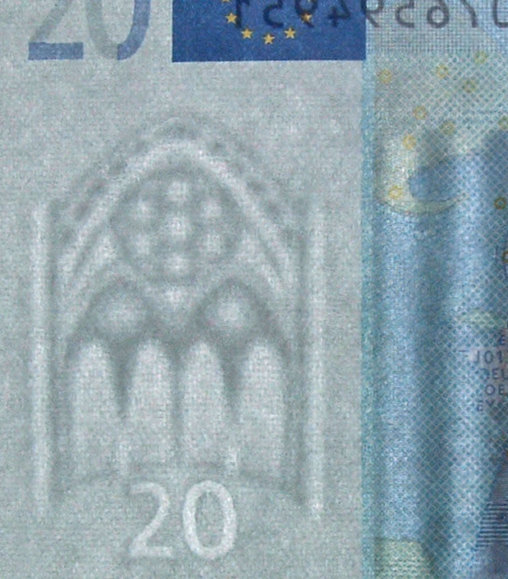
Синя кольорова гама та водяні знаки на банкноті 20 євро

Банкнота двадцять євро має розміри 133×72 мм. Виконана у синій кольоровій гамі.
Всі банкноти євро містять зображення мостів та арок/дверних прорізів різних історичних стилів європейської архітектури. Двадцять євро відображає архітектурні елементи доби готики (13-14 століття н. е.). Хоча Роберт Каліна розробив оригінальні малюнки реально існуючих будівель, з політичних причин вирішено розмістити схематичні приклади відповідних архітектурних епох.
Як і решта банкнот, 20 євро містить найменування валюти, номінал, прапор Євросоюзу, підпис президента Європейського центрального банку, 12 зірок ЄС, рік випуску та спеціальні елементи захисту банкноти.

## Елементи захисту банкноти
Банкнота в 20 євро захищена голограмою, сузір'ям EURion, водяними знаками, рельєфним друком, захисною ниткою, ультрафіолетовим чорнилом, мікродруком, матовою поверхнею, перфорацією, штрихкодом і серійним номером, який підкоряється певному математичному правилу. Код емітенту розташований в положенні 9 o'clock star.

## Зміни
На перших емісіях стоїть підпис голови Європейського центрального банку Віма Дейсенберга, який пізніше замінили на підпис нового голови Європейського Центробанку Жана-Клода Тріше та згодом на підпис його наступника — Маріо Драґі.
8 листопада 2012 року діючий Президент ЄЦБ Маріо Драгі анонсував другу серію банкнот євро — серію «Європа». Першою банкнотою в новій серії є банкнота €5, що була введена в обіг 2 травня 2013 року. Наступною оновленою банкнотою стала банкнота €10, що введена в обіг 23 вересня 2014 року. 24 лютого 2015 року був оприлюднений дизайн нової банкноти €20, що введена у обіг 25 листопада 2015 року.

## Випуски банкнот
| Зображення      | Зображення       | Номінал | Розмір (мм) | Основний колір | Основний колір | Дизайн | Дизайн     | Положення коду емітенту                                       | Введення в обіг |
| Лицьова сторона | Зворотна сторона | Номінал | Розмір (мм) | Основний колір | Основний колір | Стиль  | Століття   | Положення коду емітенту                                       | Введення в обіг |
| --------------- | ---------------- | ------- | ----------- | -------------- | -------------- | ------ | ---------- | ------------------------------------------------------------- | --------------- |
|                 |                  | 20 євро | 133 × 72    |                | Блакитний      | Готика | XIII — XIV | 9 o'clock star [Архівовано 31 жовтня 2019 у Wayback Machine.] | 1 січня 2002    |

| Зображення      | Зображення       | Номінал | Розмір (мм) | Основний колір | Основний колір | Дизайн | Дизайн     | Положення коду емітенту | Введення в обіг   |
| Лицьова сторона | Зворотна сторона | Номінал | Розмір (мм) | Основний колір | Основний колір | Стиль  | Століття   | Положення коду емітенту | Введення в обіг   |
| --------------- | ---------------- | ------- | ----------- | -------------- | -------------- | ------ | ---------- | ----------------------- | ----------------- |
|                 |                  | 20 євро | 133 × 72    |                | Блакитний      | Готика | XIII — XIV |                         | 25 листопада 2015 |